# Hal Gill
Harold Priestley „Hal“ Gill III. (* 6. April 1975 in Concord, Massachusetts) ist ein ehemaliger US-amerikanischer Eishockeyspieler, der im Verlauf seiner aktiven Karriere zwischen 1993 und 2014 unter anderem 1219 Spiele für die Boston Bruins, Toronto Maple Leafs, Pittsburgh Penguins, Canadiens de Montréal, Nashville Predators und Philadelphia Flyers in der National Hockey League auf der Position des Verteidigers bestritten hat. Seinen größten Karriereerfolg feierte Gill in Diensten der Pittsburgh Penguins mit dem Gewinn des Stanley Cups im Jahr 2009.

## Karriere
Der 2,01 m große Verteidiger wurde beim NHL Entry Draft 1993 als 207. in der achten Runde von den Boston Bruins ausgewählt (gedraftet) und spielte während seiner Studienzeit für das Team des Providence College in der Hockey East, einer Liga im Spielbetrieb der Collegeorganisation National Collegiate Athletic Association.
Schon in seiner ersten Saison in Boston schaffte der Linksschütze 1997 den Sprung in den Stammkader der Bruins, für die er bis 2006 ununterbrochen in der höchsten nordamerikanischen Profiliga auf dem Eis stand. Den Lockout in der Saison 2004/05 verbrachte Gill bei Lukko Rauma in der finnischen SM-liiga. Am 1. Juli 2007 unterschrieb der Abwehrspieler einen Dreijahresvertrag bei den Toronto Maple Leafs, diese transferierten ihn jedoch am 26. Februar 2008 im Tausch gegen einen Zweitrunden-Draftpick im NHL Entry Draft 2008 und einen Fünftrunden-Draftpick im NHL Entry Draft 2009 zu den Pittsburgh Penguins. Mit den Pinguinen erreichte Gill noch im selben Jahr das Finale um den Stanley Cup, die nordamerikanische Eishockeymeisterschaft, dieses verlor das Franchise jedoch in sechs Spielen gegen die Detroit Red Wings.
Gill unterschrieb am 1. Juli 2009 einen Vertrag bei den Canadiens de Montréal.
Am 17. Februar 2012 transferierten ihn die Habs gemeinsam mit einem leistungsbedingten Fünftrunden-Wahlrecht im NHL Entry Draft 2013 im Austausch für die beiden Stürmer Blake Geoffrion und Robert Slaney sowie ein Zweitrunden-Wahlrecht im NHL Entry Draft 2012 zu den Nashville Predators. Sein erstes Spiel für die Predators bestritt er am 19. Februar 2012 gegen die Dallas Stars, bei welchem der Verteidiger über 16 Minuten auf dem Eis stand und das die Predators mit 3:2 gewannen.
Am 1. Oktober 2013 unterschrieb Gill einen Einjahresvertrag bei den Philadelphia Flyers, welcher jedoch nach lediglich sechs Einsätzen im Anschluss an die Saison 2013/14 nicht verlängert wurde. Nachdem der US-Amerikaner in der folgenden Spielzeit keinen neues Engagement innerhalb der NHL erhalten hatte, gab er im April 2015 sein offizielles Karriereende bekannt.

### International
Mit der US-amerikanischen Nationalmannschaften gewann Hal Gill bei der Weltmeisterschaft 2004 die Bronzemedaille, außerdem nahm er mit der Mannschaft an den Endrunden 2000, 2001, 2005 und 2006 teil. In 39 WM-Spielen erzielte der Verteidiger insgesamt zwei Assists. Außerdem Stand Gill im Kader des „Team USA“ beim World Cup of Hockey 2004 und bei den Olympischen Winterspielen 2006 in Turin.

## Erfolge und Auszeichnungen
- 1996 Lamoriello-Trophy-Gewinn mit dem Providence College
- 2004 Bronzemedaille bei der Weltmeisterschaft
- 2009 Stanley-Cup-Gewinn mit den Pittsburgh Penguins

## Karrierestatistik

### International
Vertrat die USA bei:
| - Weltmeisterschaft 2000 - Weltmeisterschaft 2001 - Weltmeisterschaft 2004 - World Cup of Hockey 2004 | - Weltmeisterschaft 2005 - Olympischen Winterspielen 2006 - Weltmeisterschaft 2006 |

(Legende zur Spielerstatistik: Sp oder GP = absolvierte Spiele; T oder G = erzielte Tore; V oder A = erzielte Assists; Pkt oder Pts = erzielte Scorerpunkte; SM oder PIM = erhaltene Strafminuten; +/− = Plus/Minus-Bilanz; PP = erzielte Überzahltore; SH = erzielte Unterzahltore; GW = erzielte Siegtore; 1 Play-downs/Relegation; Kursiv: Statistik nicht vollständig)